# Krucyfiks z kaplicy Saint-Abibon w Plévin
Krucyfiks z kaplicy Saint-Abibon w Plévin (croix (crucifix): Christ en croix Chapelle Saint-Abibon de Plévin) – rzeźba przedstawiająca umęczonego i ukrzyżowanego Chrystusa, datowana na w XVI/XVII wiek, wykonana przez nieznanego autora. Od 1976 roku posiada status zabytku, w kategorii Patrimoine mobilier (PM22002383).

## Lokalizacja
Krucyfiks znajduje się w kaplicy Saint-Abibon w Plévin, w departamencie Côtes-d’Armor, w regionie Bretania.

## Opis
Chrystus noszący dwuramienną brodę, ma na sobie splecioną koronę cierniową. Biodra są owinięte ciasno perizonium, które nie ma podwyższonej pętli. Stopy są przebite pojedynczym gwoździem. 
Krucyfiks jest wykonany z polichromowanego drewna.
Wymiary: wysokość – 153 cm; szerokość – 94 cm.